# 安妮塔·沃達爾奇克
安妮塔·沃達爾奇克（波蘭語：Anita Włodarczyk，1985年8月8日—），是一位波蘭的女子田徑運動員，專長項目為鏈球。她是田徑史上第一位將鏈球擲過80公尺的女子運動員，並且於2016年8月28日國際田聯鑽石聯賽巴黎站上，以82.98公尺締造當今世界纪录。
2021年8月3日於東京奧運以78.48公尺的距離，繼2012年倫敦奧運、2016年里約奧運後拿下第三面奧運金牌，成為史上第一位奧運田徑項目三連霸的女子選手。